# Michael Henkel (Politikwissenschaftler)
Michael Henkel (* 30. Juni 1967) ist ein deutscher Politikwissenschaftler und ehemaliger Hochschullehrer. Er ist Sachverständiger für Grundsatzfragen, Europapolitik, Kultur und Medien der AfD.

## Leben
Michael Henkel studierte Politikwissenschaft, Soziologie, Rechtswissenschaft und Philosophie. Er promovierte 1997 an der Johannes Gutenberg-Universität Mainz bei Hans Buchheim über das Thema Frieden und Politik. Eine interaktionistische Theorie.
Von 1993 bis 2004 war er als wissenschaftlicher Mitarbeiter an der Friedrich-Schiller-Universität Jena tätig. Es folgten Lehraufträge an der Universität Leipzig (2004–2005) und an der Universität Jena (2004–2008). Im Anschluss vertrat er den Lehrstuhl für Deutsche Regierungssysteme im europäischen Vergleich am Institut für Politikwissenschaft der Universität Jena und die Professur für Ethik, Politik, Rhetorik am Institut für Politikwissenschaft der Universität Leipzig. Henkel wurde 2009 an der Universität Jena mit einer Arbeit über den Staatsrechtler Hermann Heller habilitiert. Zwischen 2013 und 2016 lehrte Henkel auch an der Katholischen Hochschule Freiburg. Von Dezember 2014 bis September 2015 war er Mitglied der Programmkommission zur Vorbereitung des 100. Deutschen Katholikentages im Jahr 2016 in Leipzig. Im Oktober 2018 referierte er in der Bibliothek des Konservatismus über ein Thema bei Michael Oakeshott.
Seine Forschungsschwerpunkte liegen im Bereich der Politischen Theorie und der Ideengeschichte, dabei beschäftigt er sich insbesondere mit dem Denken Hans Buchheims, Eric Voegelins, Michael Oakeshotts und Hermann Hellers.

## Publikationen

### Hermann Hellers Theorie der Politik des Staates, 2011
Henkels Buch, das Hans Buchheim zum 90. Geburtstag gewidmet ist, stellt nach Auffassung Till Kinzels besonders im zweiten Teil Hellers Verteidigung der Demokratie und seine Konzeption von Repräsentation, Souveränität, Rechtsstaatlichkeit und Sozialismus sowie Grundkonzepte des Politischen dar. Hellers deutliche Kritik an einer Politik der Gesinnung werde hervorgehoben, die Heller exemplarisch am Faschismus Mussolinis vorgeführt habe. Die Diktatur in Italien habe den Staat auch als Gesinnungsgemeinschaft konstruiert. Kinzel sieht starke Parallelen von Hellers Staats- und Politikverständnis zu Michael Oakeshott, John Dewey und George Herbert Mead, die er auf eine intensive Hegelrezeption zurückführt. Kinzel erwähnt im Weiteren den Souveränitätsbegriff in Bodins ursprünglicher Souveränitätslehre, den Heller laut Henkel rekonstruiert, aktualisiert und mit Carl Schmitt gegen die marxistische Staatstheorie von Kritikern wie Harold Laski verteidigt habe. Hellers Verständnis und die Kritik an der Kritik der Souveränität seien auch heute relevant. Henkel analysiert Hellers sozialistischen Ansatz im Sinne einer auch in der Gegenwart notwendigen sozialpolitischen Verantwortung des Staats und grenzt diese gegen Hayeks Staatsfeindschaft und gegen Staatsvergessenheit ab. Seit den 1970er Jahren sei der Begriff des Staates durch den der Verfassung ersetzt worden. Politik ohne Staat sei aber wie Zuckerwasser ohne Zucker, zitiert der Rezensent die Quintessenz Hellers und Henkels.

### Der Islam. Fakten und Argumente, 2013
In seiner Rezension von Henkels Schrift Der Islam. Fakten und Argumente für die Evangelische Zentralstelle für Weltanschauungsfragen stellt Friedmann Eißler fest, das Buch sei ruhig im Ton, informativ, über weite Strecken sachkundig und auf notwendige Differenzierungen bedacht. „Bei vielen Passagen, auch zum heutigen Islamismus als spezifisch modernem Phänomen, oder einigen Hinweisen zum Verhältnis von Religion und Politik, zur Philosophie und Rolle der Vernunft mag man wünschen, dass die Islamdebatten in der AfD und drumherum zumindest von diesem Niveau ausgingen.“ Andererseits sieht Eißler vereinfachende Zuspitzungen, Auslassungen und subtile Assoziationen etwa zu Takfir, Scharia und Dschihad. Die Bewahrung der freiheitlichen Ordnung für die Zukunft sehe Henkel nur dann gewährleistet, wenn die von ihm als „unsere Leitkultur“ bezeichnete Norm zum Leitfaden deutscher Politik gemacht werde. Neben das Grundgesetz stelle Henkel die „tradierten Lebensweisen“ der Deutschen. Befremdlich findet Eißler, dass die AfD davon spreche, eine Diskussion mit dem Islam erst zu beginnen. Pfarrer Andreas Fincke verortet die Broschüre in der Abteilung der sehr kritischen und abgrenzenden Publikationen zum Islam. Die historische Darstellung sei tendenziös, aber zutreffend. Die Annahme einer dritten Angriffswelle des Islam und die Behauptung, die aktuelle Entwicklung zeichne sich durch „Terror und Einwanderung“ aus, hält Fincke jedoch für polemisch. Dass die Immigration zu signifikanten Bevölkerungsmehrheiten führen könne, sei „reine Panikmache“. Taqiya verstehe Henkel als grundsätzliche Verstellung und Verleugnung von Missionsbemühungen falsch.

Für Andrea R. Maack (Der rechte Rand) käut das „antimuslimische“ Buch nur die bekannten Ressentiments wieder. Besondere Gefahr gehe von Henkel aus, insofern er die „Strategie der ‚Neuen Rechten‘“ umsetze, der es in der Vergangenheit nicht um parlamentarische Mehrheiten oder Präsenz in Boulevard-Medien, sondern um die „Erringung von Hegemonie in Hochschulen, bei Intellektuellen und unter gesellschaftlichen Eliten“ gegangen sei. Es gelinge Henkel seit Jahren, Thesen und Ansichten von Konservativen und Neu-Rechten in die Wissenschaft, in Teile der katholischen Kirche und in renommierte Strukturen gesellschaftlicher Eliten aus Politik und Verwaltung Thüringens „einzuspeisen“. 
„Der bisher fest im etablierten akademischen Milieu verankerte, an gesellschaftliche Eliten angebundene Wissenschaftler mit organisatorischer Nähe zur katholischen Kirche und zum Spektrum der »Extremismus-Theoretiker« schreibt ein anti-muslimisches Buch für eine Partei der extremen Rechten, die mit dem Schüren von Ängsten vor Muslimen, mit Rassismus und einer an den NS angelehnten Rhetorik Wahlen gewinnen und die heutige Demokratie beschädigen will. Ein paradoxes Zusammenspiel – oder aus Sicht der AfD eine gelungene Mischung, um Einfluss zu gewinnen.“

## Politisches Engagement
Henkel ist für die AfD-Fraktion im Thüringer Landtag tätig. Er ist Büroleiter des Parlamentarischen Geschäftsführers und Leiter der Parlamentsarbeit und Sachverständiger für Grundsatzfragen, Europapolitik, Kultur und Medien.

## Werke (Auswahl)
- Eric Voegelin zur Einführung. (1998), Hamburg 1998: Junius Verlag, ISBN 978-3-88506-976-8.  2., erweiterte Auflage, Hamburg 2010.
- Frieden und Politik. Eine interaktionistische Theorie. (Zugl.: Mainz, Univ., Diss.), Berlin: Duncker & Humblot, 1999, ISBN 978-3-428-09391-5.
- Konservativismus im politischen Denken Eric Voegelins.Förderstiftung Konservative Bildung und Forschung, München 2001.
- (Hrsg.): Staat, Politik und Recht beim frühen Hegel. Berlin Verlag, Berlin 2002: ISBN 978-3-8305-0276-0.
- Sozialpolitik in Deutschland und Europa. (2002), Erfurt: Landeszentrale für Politische Bildung Thüringen, ISBN 978-3-931426-65-1.
- Nachwort als Herausgeber zu Hans Buchheim: Die Rationalität der politischen Vernunft: Über unlogische Vernunft und unvernünftige Logik (Schriften des Hellmuth-Loening-Zentrums für Staatswissenschaften e.V., Jena, Bd. 15). Berliner Wissenschafts-Verlag 2004. Nachwort: Die Grenzen der Logik in der Politik und die Legitimität der praktischen Ratio, S. 81–110, ISBN 978-3-8305-0640-9
- Die Geburt der Politikwissenschaft aus dem Geiste der Soziologie. Hermann Hellers Theorie der Politik und des Staates. (2009), Jena: Univ., Habil.-Schr.
- mit Oliver Lembcke (Hrsg.): Moderne Staatswissenschaft. Beiträge zu Leben und Werk Martin Draths. (2010), Berlin: Duncker & Humblot, ISBN 978-3-428-12189-2.
- Hermann Hellers Theorie der Politik und des Staates. Die Geburt der Politikwissenschaft aus dem Geiste der Soziologie. (2011), Tübingen: Mohr Siebeck, ISBN 978-3-16-151685-6.
- mit Oliver Lembcke (Hrsg.): Praxis und Politik. Michael Oakeshott im Dialog. (= Politika 8) (2013), Tübingen: Mohr Siebeck, ISBN 978-3-16-152522-3.
- Der Islam. Fakten und Argumente. Vorwort des Thüringer Fraktionsvorsitzenden Björn Höcke. (2013), Erfurt: Fraktion der Alternative für Deutschland (AfD) im Thüringer Landtag, ISBN 978-3-9818187-1-0.
- Anthropologische Grundlagen politischer Gemeinschaft. Wie Leibidee und Rassebegriff im Werk Eric Voegelins auftauchen und wieder verschwinden. In: Mario Marino (Hrsg.): Körper, Leibideen und politische Gemeinschaft. Philosophische Anthropologie. Themen und Positionen, Band 10, Nordhausen 2020, Seite 85–112.